# Ulanhot
Ulanhot (chinesisch 乌兰浩特市, Pinyin Wūlánhàotè Shì; mongolisch ᠤᠯᠠᠭᠠᠠ
ᠬᠣᠲᠠ Ulaγanqota) ist eine kreisfreie Stadt und die Hauptstadt des Hinggan-Bundes im Nordosten des Autonomen Gebiets Innere Mongolei der Volksrepublik China. Im Januar 2024 lebten 322.529 Menschen in Ulanhot, darunter 129.378 (40 %) Angehörige ethnischer Minderheiten.

## Geographie und Klima
Ulanhot liegt im Nordosten des Autonomen Gebiets Innere Mongolei am südlichen Fuß des Großen Hinggan-Gebirges an der Grenze der Horqin-Wüste/-Steppe zur Nordostchinesische Ebene (Songliao-Ebene). Die Stadt ist das administrative, wirtschaftliche, kulturelle und verkehrstechnische Zentrum des Hinggan-Bunds. Sie erstreckt sich über eine Gesamtfläche von 2353 Quadratkilometern, wovon 44,3 Quadratkilometer bebaut sind (Stand 2024).
Das Stadtgebiet liegt auf einer mittleren Höhe von 263,6 Metern über dem Meeresspiegel. Es besteht ein deutliches Gefälle von Nordwesten nach Südosten mit Bergen im Norden und Schwemmlandebenen im Süden. Das Gebiet ist reich an Wasserressourcen und weist vier größere Fließgewässer auf: den Taoer-Fluss (洮儿河), den Guiliu-Fluss (归流河), den Erdao-Fluss (二道河) und den Amugulang-Fluss (阿木古郎河). Ulanhot hat ein kontinentales Monsunklima mit einer  Jahresmitteltemperatur von 5 °C, einem mittleren Jahresniederschlag von 442,6 mm, einer durchschnittlichen jährlichen Sonnenscheindauer von 2875,8 Stunden und einer frostfreien Zeit von 139 Tagen.

## Geschichte
Ein älterer Name der Stadt ist Wangye miao (王爺廟 / 王爷庙 – „Fürstentempel“). Der Name rührte daher, dass ein Adeliger der Qing-Dynastie hier im Jahr 1691 seinen Familientempel hatte errichten lassen. 1932 bis 1945 war das Gebiet Teil des japanischen Marionettenstaates Mandschukuo. Am 1. Mai 1947 wurde hier während des Chinesischen Bürgerkrieges durch chinesische Kommunisten die Regierung der Inneren Mongolei gegründet, die erste autonome Regierung einer ethnischen Minderheit im Land. Im Dezember desselben Jahres wurde Wangye miao durch die Kommunisten in Ulanhot, mongolisch für „Rote Stadt“, umbenannt.
In den folgenden Jahrzehnten durchlief der Ort eine Reihe von Verwaltungsumorganisationen. Im Juli 1964 wurde die Organisationsstruktur der Stadt abgeschafft und sie fiel unter die Gerichtsbarkeit des Vorderen Horqin-Banner des Rechten Flügels, jedoch blieb der Stadtname Ulanhot weiter in Gebrauch. Im August 1969 wurde Ulanhot zusammen mit dem Vorderen Horqin-Banner des Rechten Flügels dem Gebiet Baicheng der angrenzenden Provinz Jilin unterstellt. Dies wurde im August 1979 wieder rückgängig gemacht und Ulanhot wurde dem Hulun-Buir-Bund (heute Stadt Hulun Buir) der Inneren Mongolei zugeordnet. Im Juli 1980 erhielt Ulanhot wieder den Stadtstatus und kam administrativ zum Hinggan-Bund.

## Administrative Gliederung
Auf Gemeindeebene setzt sich Ulanhot aus zehn Straßenvierteln (街道), fünf Großgemeinden (镇), und drei Entwicklungszonen/Gewerbeparks zusammen. Diese sind (2024):
- Straßenviertel Hinggan (兴安街道)
- Straßenviertel Heping (和平街道)
- Straßenviertel Shengli (胜利街道)
- Straßenviertel Dulin (都林街道)
- Straßenviertel Aiguo (爱国街道)
- Straßenviertel Tiexi (铁西街道)
- Straßenviertel Wuyi (五一街道)
- Straßenviertel Chengjiao (城郊街道)
- Straßenviertel Xincheng (新城街道)
- Straßenviertel Tianjiao (天骄街道)

- Großgemeinde Ulan Had (乌兰哈达镇)
- Großgemeinde Ilalt (义勒力特镇)
- Großgemeinde Gegen Miao (葛根庙镇)
- Großgemeinde Tabinzhan (太本站镇)
- Großgemeinde Silihen (斯力很镇), moderner Landwirtschaftspark.

- Grüner Industriepark (绿色产业园)
- Logistik-Park (物流园区)
- Entwicklungszone Gegen Miao (葛根庙开发区)

## Verkehr
Ulanhot ist ein Verkehrsknotenpunkt. Am 8. August 2017 wurde die 412 Kilometer lange Eisenbahnstrecke zwischen Changchun (Provinz Jilin) über Baicheng (Jilin) nach Ulanhot (chin. Wulanhaote), die Changbaiwu-Eisenbahn offiziell in Betrieb genommen. Die Reisegeschwindigkeit auf der Strecke beträgt 160 km/h. Vom Flughafen Ulanhot aus gibt es diverse regelmäßige Inlandsverbindungen nach Peking, Shanghai, Tianjin, Chongqing, Hohhot, Harbin usw.